# Pödinghausen
Pödinghausen ist ein Stadtteil im Süden von Enger, Nordrhein-Westfalen und hat zirka 2200 Einwohner.

## Geschichte
Vom Mittelalter bis zur Franzosenzeit gehörte die Bauerschaft Pödinghausen zur Vogtei Enger im Amt Sparrenberg der Grafschaft Ravensberg. Von 1807 bis 1813 gehörte Pödinghausen zum Kanton Enger, der von 1807 bis 1810 zum Königreich Westphalen und von 1811 bis 1813 zum Kaiserreich Frankreich gehörte. 1816 kam die Bauerschaft zum Kreis Bünde in der preußischen Provinz Westfalen, der 1832 im Kreis Herford aufging. Im Kreis Herford gehörte die Gemeinde Pödinghausen zum Amt Enger. Am 1. Januar 1969 wurde Pödinghausen durch das Gesetz zur Neugliederung des Landkreises Herford und der kreisfreien Stadt Herford nach Enger eingemeindet.

## Religion

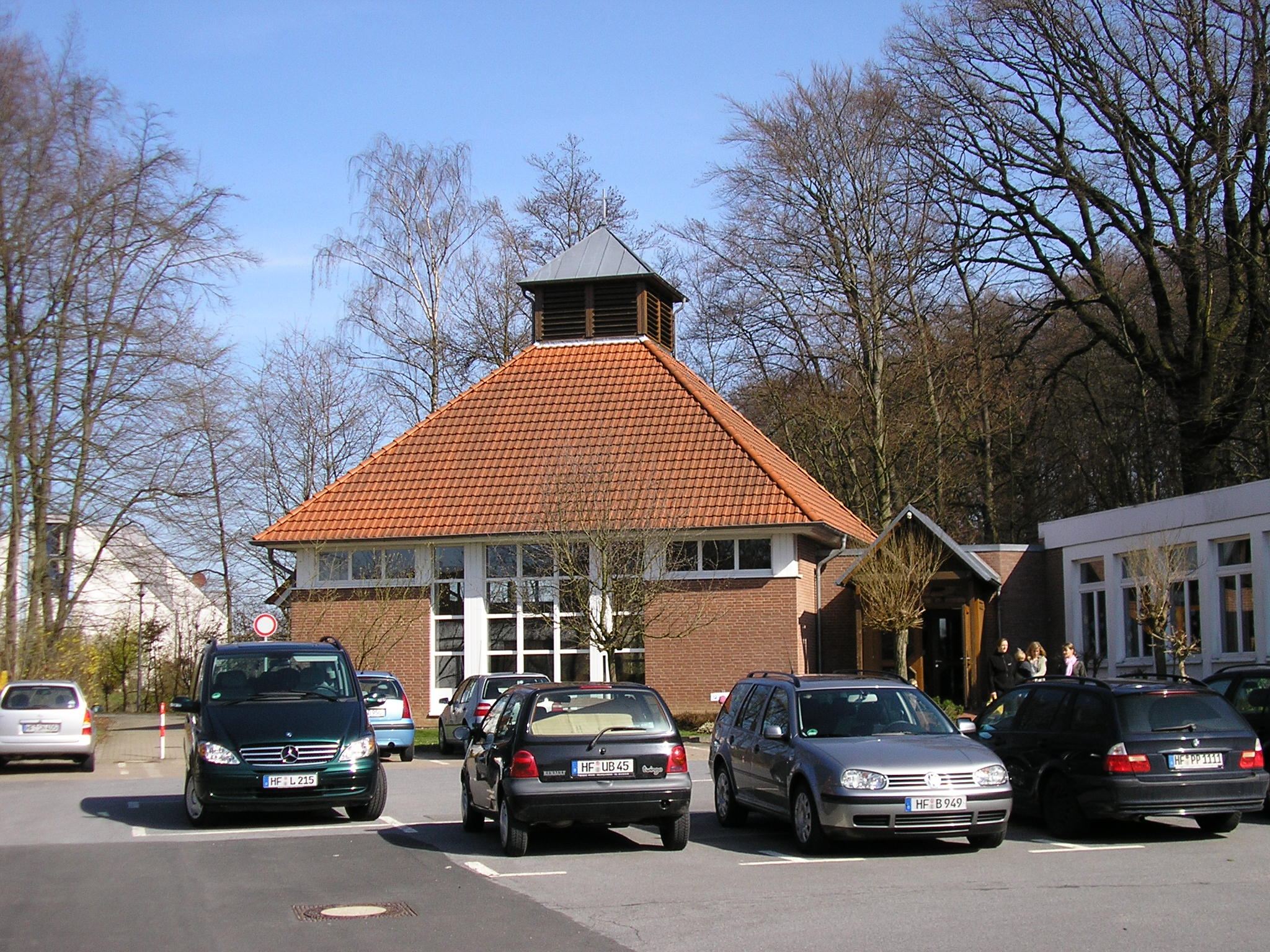
Kirche (Gemeindehaus) in Pödinghausen

In Pödinghausen gibt es ein Gemeindehaus, das zum Pfarrbezirk Oldinghausen-Pödinghausen gehört und von der Evangelischen Kirchengemeinde Enger betrieben wird. Dort sind auch ein Kirchen- und ein Kinderchor beheimatet.

## Verkehr
An den Öffentlichen Personennahverkehr ist Pödinghausen über die Linie 54 angebunden. Mehrere ausgewiesene Radwege durchlaufen den Ort, unter anderem der Weg „HF3“ und ein Radweg, der mit dem westfälischen Wappen als Symbol ausgezeichnet ist. Weiter verlaufen die Bahn-Rad-Route Weser/Lippe und die „Route Orange“ nach Herringhausen durch den Ort. Teilweise werden Trassen der ehemaligen Bielefelder Kreisbahnen genutzt.

## Unternehmen
Am Ortsausgang findet man ein Industriegebiet Enger Süd, die größten Unternehmen dort sind ein Küchenhersteller sowie ein Busunternehmen, das überwiegend für den Schülerverkehr zuständig ist.

## Sport
Der Ort hat einen Rasenplatz mit Flutlichtanlage und besitzt zudem einen kleineren Platz mit Kunstrasen. Er ist Heimat des Fußballvereins „TuS Grün-Weiß Pödinghausen“. Dieser Verein betreibt auch andere Sportarten wie Kinderturnen, Damen-Gymnastik oder Badminton, diese jedoch in der Sporthalle der Grundschule in Oldinghausen. Als weiteren Sportverein gibt es den Golfclub Ravensberger Land.